# رضوان فارزالييف
رضوان فارزالييف (مواليد 1 سبتمبر 1979) هو لاعب كرة قدم خماسية أذربي ويلعب لصالح آراز ناختشيفان كمدافع.